# معاهدة ستولبوفو

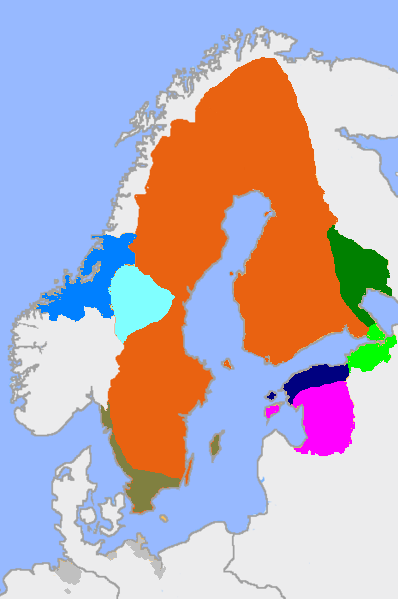

معاهدة ستولبوفو ، معاهدة سلام أنهت الحرب الإنغرية التي دارت رحاها بين السويد وروسيا في سنة 1617 .
بعد قرابة شهرين من المفاوضات، التقى ممثلون عن روسيا والسويد في قرية ستولبوفو (المهجورة الآن) جنوبي بحيرة لادوغا ، في 27 فبراير ، 1617.